# La Granjuela
La Granjuela é um município da Espanha na província de Córdova, comunidade autónoma da Andaluzia. Tem 56,15 km² de área e em 2021 tinha 432 habitantes (densidade: 7,7 hab./km²).

## Demografia
| Variação demográfica do município entre 1991 e 2004 | Variação demográfica do município entre 1991 e 2004 | Variação demográfica do município entre 1991 e 2004 | Variação demográfica do município entre 1991 e 2004 |
| --------------------------------------------------- | --------------------------------------------------- | --------------------------------------------------- | --------------------------------------------------- |
| 1991                                                | 1996                                                | 2001                                                | 2004                                                |
| 534                                                 | 519                                                 | 510                                                 | 498                                                 |